# Покиньборода Віктор Васильович
Віктор Васильович Покиньборода (1978—2024) — солдат збройних сил України, учасник російсько-української війни.

## Життєпис
Народився 1 червня 1978 року. Проживав у селі Мала Мочулка Гайсинського району Вінницької області.
З 8 липня 2024 року в лавах збройних сил України.
Був навідником 1 десантно-штурмового відділення, 2 десантно-штурмового взводу 3 десантно-штурмової роти десантно-штурмового батальйону військової частини А0281.
Загинув 4 вересня 2024 року поблизу села Бездрик Сумської області.
Похований у селі Мала Мочулка.

## Нагороди
- Орден «За мужність» III ступеня[1].